# 長瀬勝彦
長瀬勝彦（ながせ かつひこ、1961年5月30日- ）は、日本の経営学者、東京都立大学経営経済学部教授。
岩手県遠野市生まれ。1984年東京大学経済学部卒業。1991年同大学院経済学研究科経営学専攻博士課程単位取得。2000年「意思決定のストラテジー 実験経営学の構築に向けて」で東京大学から博士（経済学）。組織学会高宮賞受賞。
駒澤大学経営学部専任講師、95年助教授、教授、東京都立大学 (1949-2011)経済学部教授、2005年首都大学東京教授、2020年東京都立大学教授。専門は意思決定論、実験経営学。

## 著書
- 『うさぎにもわかる経済学』ディスカヴァー・トゥエンティワン 1996　のちPHP文庫
- 『意思決定のストラテジー 実験経営学の構築に向けて』中央経済社 1999
- 『賢いあなたがお金で損をしない37の切り札』講談社 2001　『あなたがお金で損をする本当の理由』日経ビジネス人文庫
- 『世の中のカラクリが面白いほどよくわかるカンタン経済学』ディスカヴァー・トゥエンティワン 2003
- 『図解1時間でわかる経済のしくみ』ディスカヴァー・トゥエンティワン 2006
- 『意思決定のマネジメント』東洋経済新報社 2008

### 翻訳
- リチャード・E.ケイビス『多国籍企業と経済分析』岡本康雄,白石弘幸,周佐喜和,姉川知史共訳 千倉書房 1992
- M.H.ベイザーマン, D.A.ムーア『行動意思決定論 バイアスの罠』白桃書房 2011

## 論文
- ＜長瀬勝彦